# Kékcsíkos vöröslóri
A kékcsíkos vöröslóri (Eos reticulata), korábban csak kékcsíkos lóri, a madarak (Aves) osztályába a papagájalakúak (Psittaciformes) rendjébe és a szakállaspapagáj-félék (Psittaculidae) családjába tartozó faj.

## Rendszerezése
A fajt Salomon Müller német zoológus és ornitológus írta le 1841-ben, a Psittacus nembe Psittacus reticulatus néven.

## Előfordulása
Indonézia területén honos, ahol a Maluku-szigetek déli részén levő Tanimbar-szigeteken és a Babar-szigeten endemikus faj. Természetes élőhelyei a szubtrópusi és trópusi síkvidéki esőerdők és mangroveerdők, valamint ültetvények. Állandó nem vonuló faj.

## Megjelenése
Testhossza 31 centiméter, testtömege 145-155 gramm. Tollazata vörös, fekete és kék mintázattal. Kék szemsávja van.
|  |

## Természetvédelmi helyzete
Az elterjedési területe kicsi, egyedszáma még nagy és csökken. A Természetvédelmi Világszövetség Vörös listáján mérsékelten fenyegetett fajként szerepel.